# Margaret Burbidge
Eleanor Margaret Peachey Burbidge, ou apenas Margaret Burbidge, (Davenport, 12 de agosto de 1919 – São Francisco, 5 de abril de 2020) foi uma reconhecida astrônoma observacional e astrofísica britânica-americana, uma das fundadoras da teoria sobre a nucleossíntese estelar. Em 1957, publicou junto de Geoffrey Burbidge, William Alfred Fowler e Fred Hoyle um influente artigo científico que ficou conhecido como Artigo B2FH. Neste trabalho, sob o título "Síntese dos Elementos nas Estrelas", foi demonstrado que a maior parte dos elementos químicos no universo foi sintetizado por reações nucleares dentro de estrelas, como o sol. Durante as décadas de 1960 e 70, ela estudou as curvas de rotação das galáxias e os quasares, descobrindo o objeto astronômico mais distante então conhecido. Já em 1980 e 90, ela ajudou a desenvolver o Faint Object Spectrograph no Telescópio Espacial Hubble. 
Burbidge ocupou vários cargos de liderança, como a direção Observatório Real de Greenwich, (1973–75), a presidência da American Astronomical Society (1976–78) e American Association for the Advancement of Science (1983). Além disso, trabalhou no Observatório da Universidade de Londres, no Observatório Yerkes da Universidade de Chicago, no Laboratório Cavendish da Universidade de Cambridge, no Instituto de Tecnologia da Califórnia e na Universidade da Califórnia San Diego (UCSD). De 1979 a 1988 foi a primeira diretora do Centro de Astronomia e Ciências Espaciais da UCSD, onde trabalhou de 1962 até sua aposentadoria.
Notável não apenas por estes importantes cargos administrativos, Burbidge também ficou conhecida por seu trabalho de oposição à discriminação contra as mulheres na astronomia, além de Membro da Royal Society.

## Início da vida
Margaret nasceu em 1919, filha de dois químicos, em Davenport, cidade no distrito de Stockport, na região de Manchester. Seus pais eram Stanley John Peachey, professor da Manchester School of Technology, e de Marjorie Stott, estudante da instituição e uma das poucas mulheres na época a estudar lá. A família se mudou para Londres quando Margaret tinha pouco mais de um ano de idade quando seu pai migrou para a química industrial depois de requerer patentes na área de química da borracha. A estabilidade financeira da família permitiu que Margaret pudesse se interessar por ciência.
Começou a se interessar pelas estrelas ainda pequena, quando a família pegava a balsa noturna para a França, nos feriados, de onde era possível observar o céu noturno com pouca influência das luzes da cidade na travessia do canal. Aos doze anos, já lia os livros do astrônomo e matemático James Hopwood Jeans, parente distante do lado materno.

## Carreira
Começou a estudar astronomia em 1936, no University College London, formando-se em 1939 com honras, concluindo o doutorado na mesma instituição em 1943 em uma cerimônia modesta por conta dos esforços de guerra. Continuou trabalhando na instituição, onde os telescópios tinham sido deixados intactos pelos bombardeios. Os constantes blecautes em Londres foram providenciais para uma série de observações feitas por Margaret na época.
Na época, os principais administradores das instituições de ensino foram convocados pelos militares, então Margaret foi indicada como diretora interina do observatório da universidade, inclusive levantando fundos para consertar telescópios com danos. Começou a estudar astronomia em 1936, no University College London, formando-se em 1939 com honras. Continuou trabalhando na instituição, onde os telescópios tinham sido deixados intactos pelos bombardeios. Os constantes blecautes em Londres foram providenciais para uma série de observações feitas por Margaret na época.
Concluiu o doutorado em astrofísica na mesma instituição em 1943 em uma cerimônia modesta por conta dos esforços de guerra. Em 1945, ela recusou uma posição no Instituto Carnegie porque a membresia estipulava que ela teria que fazer observações do Observatório Monte Wilson, que na época permitia apenas a entrada de homens. Precisou deixar a universidade devido aos esforços da reconstrução, retornando em 1947 com o fim dos conflitos, onde conheceu Geoffrey Burbidge, estudante da graduação na época. Os dois se casaram em abril de 1948 e tiveram uma filha, Sarah Burbidge (1956). Geoffrey Burbidge morreu em 2010.
Em 1950, ela se inscreveu para uma bolsa no Observatório Yerkes, em Williams Bay, Wisconsin, então o casal foi para os Estados Unidos em 1951. Suas pesquisas focavam na abundância de elementos químicos das estrelas. Em 1953, retornou ao Reino Unido onde começou uma pesquisa em colaboração com o marido, Geoffrey Burbidge, William Alfred Fowler e Fred Hoyle. Baseando-se em experimentos e dados de observações coletados por Margaret e o marido, a equipe elaborou a hipótese de que todos os elementos químicos teriam sido sintetizados pelas reações nucleares das estrelas, processo conhecido como nucleossíntese. O resultado da pesquisa, publicada em 1957, ficou conhecida como Artigo B²FH com as iniciais de todos os participantes da pesquisa (Burbidge, Burbidge, Fowler, Hoyle). A teoria se tornaria então a base para todo um campo de pesquisas em astrofísica.
Dez anos depois, em 1955, ela finalmente obteve o acesso que lhe tinha sido negado no Observatório Monte Wilson, porém tendo que atuar como assistente do marido. Quando a administração descobriu, ela concordou em deixá-la ficar se o casal fosse morar em uma cabana separada do dormitório dos estudantes e pesquisadores, que só admitiam homens.
Em 1972, Margaret se tornou diretora do Observatório Real de Greenwich. Foi a primeira vez em 300 anos que essa diretoria não era associada ao cargo de astrônomo real, que em vez disso foi concedido ao radioastrônomo Martin Ryle, fato que Margaret atribuiu ao contínuo machismo da área. Margaret deixou o cargo em 1974, quinze meses depois de aceitá-lo, devido à controvérsia gerada pela mudança do telescópio Isaac Newton do observatório para uma localidade com maior utilidade.
Esse tipo de situação tornou Margaret uma porta-voz dentro da ciência e da astronomia no combate à misoginia e ao machismo. Tanto que em 1972, ela recusou o prêmio Prêmio Annie J. Cannon de Astronomia, que por sua vez era entregue apenas às mulheres pela American Astronomical Society.
| “ | Já passou da hora de que a discriminação a favor e contra as mulheres vida profissional seja extinta. | ” |

Doze anos depois, a American Astronomical Society concedeu-lhe sua maior honra, independentemente do gênero, a Henry Norris Russell Lectureship. Na Universidade da Califórnia em San Diego, Margaret foi a primeira diretora do Center for Astrophysics and Space Science.
Em 1976, se tornou a primeira mulher a ser presidente da American Astronomical Society (AAS). Em 1977, ganhou a cidadania norte-americana. Em 1981 foi eleita presidente da Associação Americana para o Avanço da Ciência. Em 2003, Margaret foi incluída no hall da fama do Women's Museum of California por sua carreira e contribuições à ciência.
Trabalhando na Universidade da Califórnia, Margaret ajudou a desenvolver o espectrógrafo do Telescópio espacial Hubble. Com esse instrumento, ela e sua equipe descobriram a galáxia M82, em cujo centro encontra-se um buraco negro massivo. Atualmente, Margaret é professora emérita de física da Universidade da Califórnia em San Diego, tendo continuado na pesquisa mesmo após sua aposentadoria. Margaret foi autora e co-autora de cerca de 370 artigos científicos na área de astronomia, cosmologia e astrofísica.
O asteroide 5490 Burbidge foi nomeado em sua homenagem.

## Morte
Morreu no dia 5 de abril de 2020 em São Francisco, aos 100 anos, em decorrência de complicações ocasionadas por uma queda.

## Livros
- com Geoffrey R. Burbidge, William Alfred Fowler, Fred Hoyle: Synthesis of the elements in stars. Reviews of Modern Physics 29, 547–650, 1957 (online; PDF; 1,5 MB).
- com Geoffrey R. Burbidge: Quasi-stellar objects. W.H. Freeman San Francisco 1967.
- com R. P. Sinha, T. Velusamy: Lectures on radio galaxies and quasi-stellar objects. Tata Institute of Fundamental Research, Bombay 1968.
- com Geoffrey R. Burbidge: The masses of galaxies. University of California, San Diego 1975.
- com Judith J. Perry, Geoffrey R. Burbidge: Absorption in the spectra of quasi stellar objects and BL lac objects. Instituto Max Planck de Física e Astrofísica, Munique 1978.
- AO 0235+164 and surrounding field: surprising HST results. na série de NASA contractor report, National Aeronautics and Space Administration Washington, D.C. 1996.